# Франц Петер
Франц Петер (нар. 8 жовтня 1896, Відень, Австрія — 1968, Варшава, Польща) — пілот, якому приписують 6 повітряних перемог у Першій світовій війні під час польотів в Австро-Угорських імперських і королівських авіаційних військах.

## Служба під час Першої світової війни
З початком Першої світової війни Петер приєднався до австро-угорської армії та служив на Східному фронті. Наприкінці 1915 року він пішов добровольцем до авіаційної служби спостерігачем літаків. Після закінчення навчального закладу наприкінці січня 1916 року його відправили до підрозділу Східного фронту Fliegerkompanie 14 (Flik 14) спостерігачем. Протягом наступних двох років служби він отримав кілька нагород і 1 листопада 1917 року отримав звання оберлейтенанта.
Після короткої служби у Fliegerkompanie 47F (Flik 47F) він подав заявку на навчання пілотів і був прийнятий у березні 1918 року. Після завершення підготовки як льотчик-винищувач він був направлений до Fliegerkompanie 3J (Flik 3J) в Романьяно в травні 1918 року, де він літав на винищувачі Albatros D.III. Здобув першу та другу підтверджені перемоги 16 липня, коли збив два італійські винищувачі Hanriot над Трентіно-Альто-Адіджо. Петер здобув свою шосту й останню підтверджену перемогу 7 жовтня, коли він збив Sopwith Camel 66-ї ескадрильї англійських Королівських ВПС.

## Післявоєнний період
Після Першої світової війни Петер вирішив приєднатися до польських військово-повітряних сил, на що його надихнув Штефан Стек, з яким він служив під час війни.
Воював під час польсько-української війни та польсько-радянської війни з 1919 р., будучи пілотом двомісних розвідувальних літаків, виконував місії штурмовика та бомбардувальника. Петер був зарахований до 6-ї розвідувальної ескадрильї у Львові, яка захищала місто від українських військ під час польсько-української війни. Літав на розвідувальних літаках, зазвичай разом зі спостерігачем Станіславом Пєтруським. 6 березня 1919 року зазнав аварії на літаку Albatros C.XII через поломку двигуна, але не отримав серйозних травм. 30 квітня 1919 року разом із Пєтруським змусив розрахунки двох українських гармат залишити позиції, що дозволило польським військам їх захопити. Виконував штурмові вильоти, атакуючи українські позиції з бортової зброї. 14 травня 1919 року поранений під час бойового вильоту у ногу. З лютого по березень 1920 року командував 6-м розвідувальним ескадром поблизу Тернополя.

Після завершення бойових дій, оселився в Польщі, працював в аерокосмічній промисловості, спеціалізуючись на конструюванні двигунів. Коли в Європі розпочалась Друга світова війна, він переїхав до Румунії, потім до Франції. Коли німці захопили Францію, його повернули до Варшави. Маючи вибір між в'язницеюю чи фабричною роботою, він пережив війну, обравши останню.
Франц Петер помер у 1968 році у Варшаві.